# Ephippiocarpa humilis
Ephippiocarpa humilis là một loài thực vật có hoa trong họ La bố ma. Loài này được (Chiov.) Boiteau mô tả khoa học đầu tiên năm 1976.